# Noc długich noży
Noc długich noży (niem. Nacht der langen Messer) – przeprowadzona w nocy z 30 czerwca na 1 lipca 1934 akcja schwytania i wymordowania przeciwników Adolfa Hitlera, przede wszystkim wewnątrz ruchu narodowosocjalistycznego; tej nocy SS z pomocą wojska zajęły główną siedzibę dowództwa SA i aresztowały jego dowódcę Ernsta Röhma.
Czystka została przeprowadzona na rozległą skalę. 13 lipca 1934 Hitler powiedział w Reichstagu, że zabito 74 osoby, a sam Hermann Göring aresztował ponad tysiąc osób. Wiadomo, że przynajmniej 85 osób zabito doraźnie bez żadnego formalnego postępowania prawnego. Pretekstem do podjęcia tych działań miał być rzekomo planowany przez nich zamach stanu.

## Tło historyczne

### Konflikt SA i armii

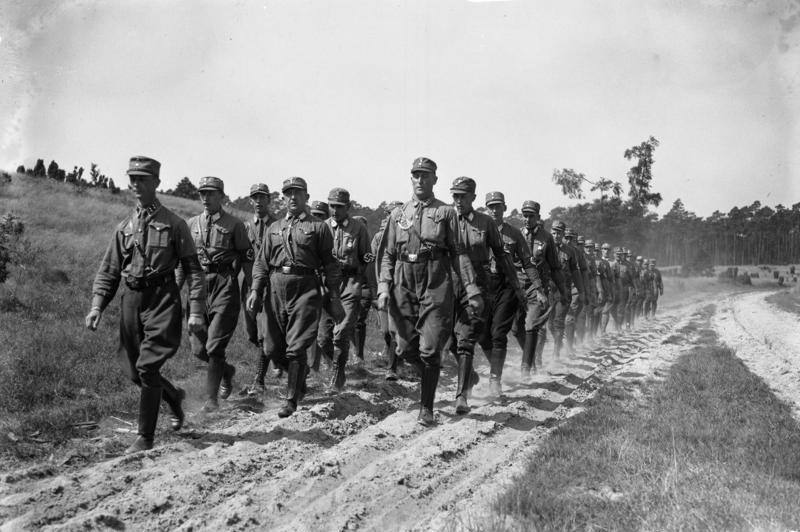
Członkowie SA, 1932

Oddziały szturmowe (niem. Sturmabteilung, w skrócie SA) były organizacją, której ideowo bliskie były hasła socjalizmu z programu narodowego socjalizmu NSDAP. W 1933 było już jednak jasne, że Hitler wspiera inny kurs polityczny, a w SA zaczęło wzbierać niezadowolenie z takiego obrotu spraw. Jego członkowie wierzyli, że trzeba podejmować bardziej zdecydowane działania społeczne i ekonomiczne, by osiągnąć znaczący rozwój Niemiec.
Ernst Röhm, jako dowódca SA, w pierwszych miesiącach 1934 r. przemawiał podczas licznych wieców i pochodów, podkreślając w podobnym stylu rewolucyjną naturę nazizmu i wyprowadzając otwarte ataki na kierownictwo NSDAP, a zwłaszcza na niemiecką armię. SA obwiniało jej starszych oficerów za przejściową delegalizację organizacji w 1932 r., z rozkazu byłego kanclerza Rzeszy Heinricha Brüninga. Röhm wywołał poruszenie w hierarchii sił zbrojnych, kiedy ogłosił, że pragnie, aby oddziały SA stworzyły rdzeń gwardii narodowej, praktycznie omijając, a ostatecznie być może nawet zastępując armię. Hitler próbował zaspokoić jego ambicje, mianując go w grudniu 1933 r. ministrem bez teki z miejscem w gabinecie, lecz biorąc pod uwagę coraz mniejsze znaczenie rządu, krok ten miał minimalne znaczenie praktyczne i nie był w stanie spełnić ambicji Röhma, czyli objęcia władzy nad Ministerstwem Obrony, w którym w tym czasie zasiadał przedstawiciel armii, generał Werner von Blomberg.

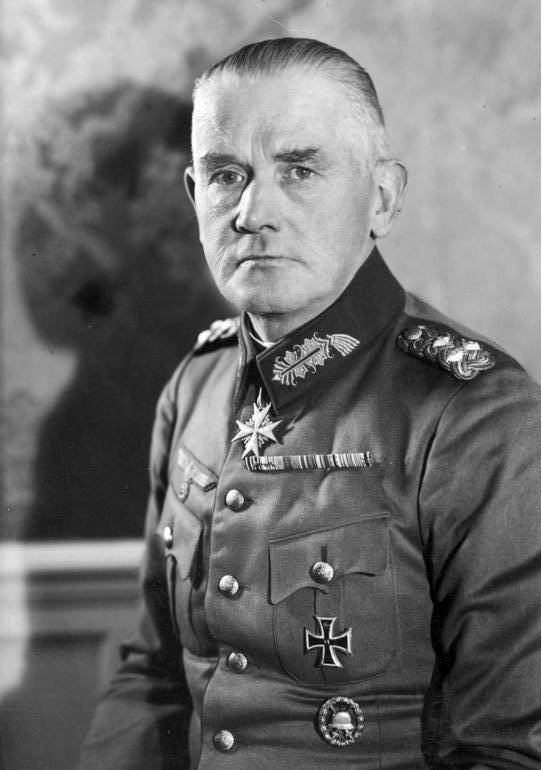
Werner von Blomberg

Do 1934 Hitler zagarnął właściwie pełnię władzy politycznej, ale wciąż obawiał się utraty władzy w wyniku zamachu. By zachować kontrolę, pozwalał na wzajemne walki między swoimi podwładnymi. W rezultacie trwały polityczne przepychanki z Göringiem, Goebbelsem, Himmlerem i Heydrichem po jednej stronie, a Röhmem i jego SA z drugiej. Pozbawiony realnej władzy w centrum reżimu, Röhm zaczął budować kult własnego przywództwa w łonie SA i nadal głosił konieczność kontynuowania rewolucji. W styczniu 1934 r. szturmowcy SA wdarli się do hotelu Kaiserhof w Berlinie i zakłócili obchody urodzin byłego cesarza, świętowane tam przez wielu oficerów armii. Nazajutrz Röhm przesłał Wernerowi von Blombergowi memorandum. Von Blomberg stwierdził, że Röhm pisał w nim, iż SA powinny zastąpić armię w roli głównej siły bojowej państwa, a tradycyjne wojsko powinno ograniczyć się do szkolenia oddziałów SA mających przejąć jego obowiązki.
Von Blomberg doprowadził do spotkania z Hitlerem oraz kierownictwem SA i SS 28 lutego 1934 r., w czasie którego Röhm został zmuszony do podpisania porozumienia, że nie będzie starał się zastąpić armii swą gwardią w brunatnych koszulach. Hitler oświadczył stanowczo, że w przyszłości siłą zbrojną Niemiec będzie zawodowa, dobrze wyposażona armia, a brunatne koszule mogą jedynie sprawować względem niej funkcje pomocnicze, lecz gdy oficerowie armii wyszli ze zorganizowanego po spotkaniu przyjęcia, Röhm powiedział swoim ludziom, że nie zamierza słuchać „zabawnego kaprala” i zagroził, że wyśle Hitlera „na urlop”.
Podczas czterodniowego rejsu u wybrzeży Norwegii na pokładzie okrętu marynarki Deutschland Hitler, von Blomberg i najważniejsi oficerowie doszli do porozumienia, iż SA należy usunąć. Hitler nie wykonał jednak żadnego otwartego ruchu przeciwko SA do połowy czerwca 1934 r.

### Wystąpienie Franza von Papena

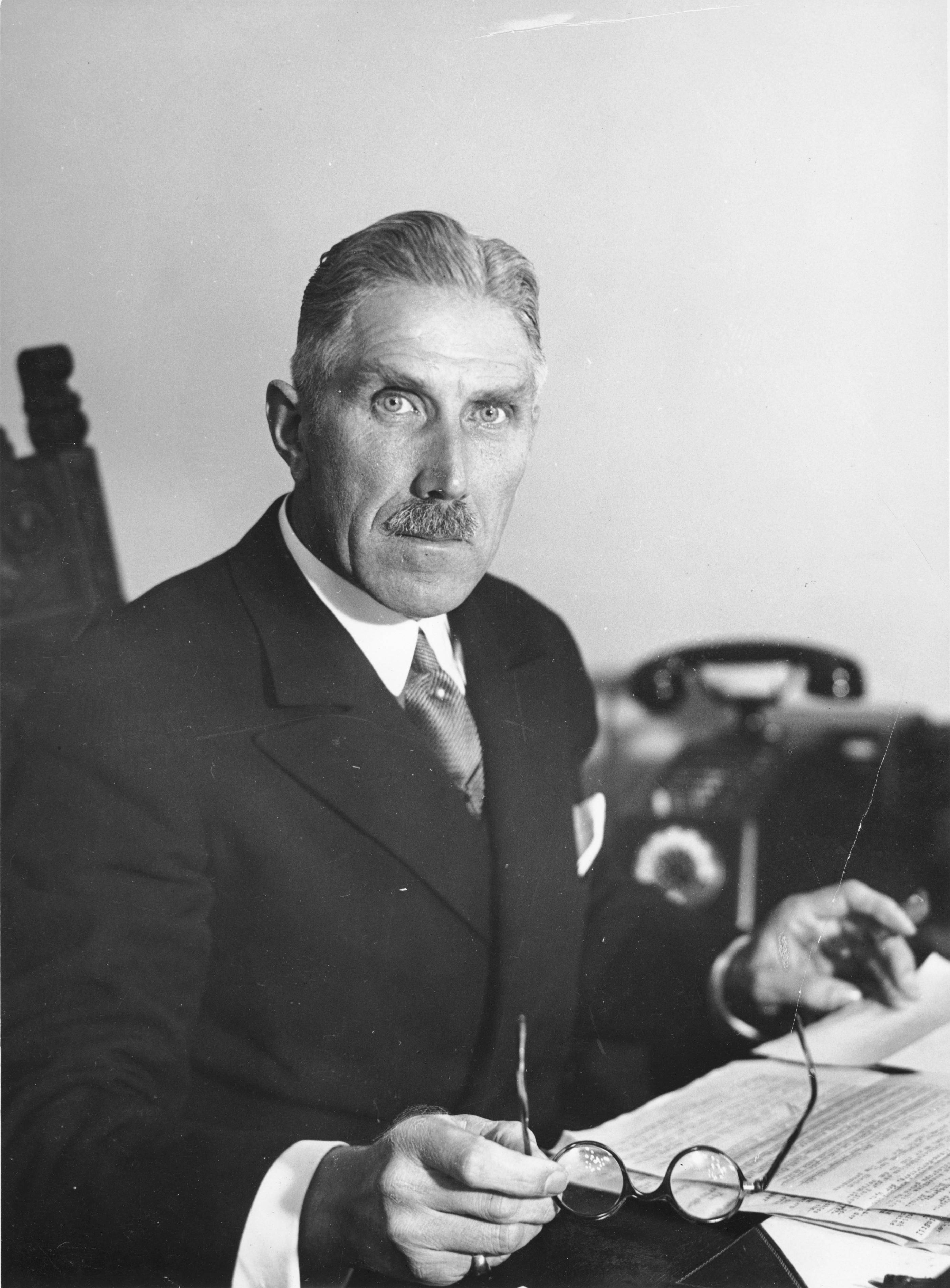
Franz von Papen

17 czerwca 1934 r. Franz von Papen wygłosił publiczne przemówienie na Uniwersytecie w Marburgu. Ostrzegał w nim przed „drugą rewolucją” i zaatakował kult jednostki otaczający Hitlera. Przyszedł czas, żeby nieustanne konwulsje nazistowskiej rewolucji dobiegły końca, stwierdził. W mowie, napisanej przez doradcę von Papena Edgara Junga, silnie zaatakował „samolubność, brak charakteru, nieszczerość, brak rycerskości i arogancję” tkwiące w sercu tak zwanej „niemieckiej rewolucji”. Słuchacze nagrodzili ją burzą oklasków. Wkrótce potem, pojawiwszy się na spotkaniu miłośników wyścigów konnych w Hamburgu, von Papen został przywitany brawami oraz dochodzącymi z tłumu okrzykami „Heil Marburg!”. Po powrocie ze spotkania z Mussolinim w Wenecji, Hitler dał upust swej złości na aktywność von Papena jeszcze zanim dowiedział się o przemówieniu wicekanclerza w Marburgu. Zwracając się do wiernych zwolenników NSDAP w Gerze, Hitler zaatakował „małych pigmejów” próbujących powstrzymać zwycięstwo nazistowskiej idei. „To absurdalne, gdy taki nędzny robak stara się walczyć z ogromnym przebudzeniem narodu. Absurdalne, kiedy taki mały pigmej roi sobie, że jest w stanie stanąć na drodze gigantycznego odrodzenia narodu dzięki kilku pustym frazesom”. Zaciśnięta pięść narodu, zagroził, „zmiażdży każdego, kto poważy się choćby na najdrobniejszy akt sabotażu”.

### Przygotowania do przeprowadzenia czystki
Hitler udał się na konsultacje z prezydentem Hindenburgiem. Przybywszy do Neudeck 21 czerwca 1934 roku został skonfrontowany z von Blombergiem, który omawiał z prezydentem przemówienie von Papena. Szef armii postawił sprawę jasno – jeżeli brunatne koszule SA nie zostaną okiełznane, Hindenburg nie zawaha się wprowadzić stanu wyjątkowego i oddać władzy w ręce armii.

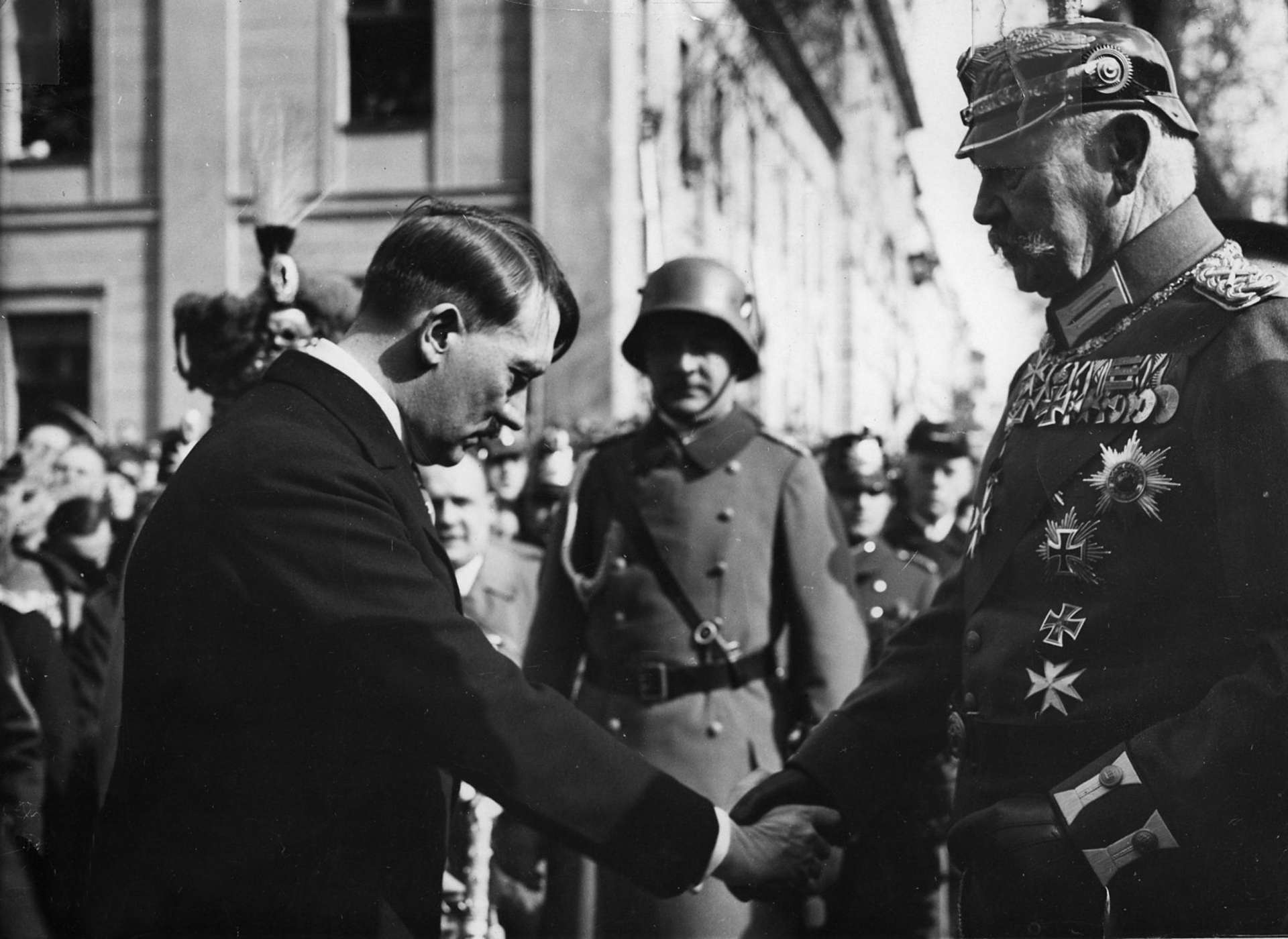
Adolf Hitler i Paul von Hindenburg

Hitler rozpoczął planowanie obalenia Röhma. Policja polityczna we współpracy z Himmlerem oraz jego zastępcą Reinhardem Heydrichem, szefem Służby Bezpieczeństwa SS, zaczęła fabrykować dowody świadczące o tym, że Röhm i jego SA szykują ogólnopaństwowy przewrót. 24 czerwca czołowym oficerom SS zaprezentowano owe „dowody” i poinstruowano ich jak mają rozprawić się z rzekomym puczem. Sporządzono listy osób „niepewnych politycznie”, a lokalnych przywódców SS poinformowano, że gdy 30 czerwca nadejdzie czas działania, zostaną wezwani, by zabić wielu z nich, zwłaszcza wszystkich stawiających opór. Armia oddawała swoje zasoby do dyspozycji SS na wypadek poważnego konfliktu. Rudolf Hess ostrzegł w audycji radiowej z 25 czerwca, że każdego, kto zamierza sprzeniewierzyć się lojalności względem Führera i prowadzić oddolną agitację rewolucyjną, czeka marny los.
27 czerwca 1934 r. Hitler spotkał się z von Blombergiem i von Reichenauem, żeby zagwarantować współpracę armii; w odpowiedzi dzień później wydalili Röhma ze Związku Oficerów Niemieckich i postawili armię w stan pełnego pogotowia. 29 czerwca von Blomberg opublikował artykuł w sztandarowym dzienniku nazistowskim, Völkischer Beobachter, deklarując w nim absolutną lojalność armii wobec nowego reżimu. Wydaje się, że w międzyczasie Hitler dowiedział się, iż Hindenburg zgodził się udzielić audiencji von Papenowi. Zaplanowano ją na 30 czerwca, dzień planowanej akcji wymierzonej w SA. Utwierdziło to najważniejszych nazistów w przekonaniu, że należy wykorzystać okazję i uderzyć również w konserwatystów.

## Przebieg

### Akcja w Hotelu Hanselbauer
28 czerwca 1934 r. Hitler udał się na przyjęcie weselne Josefa Terbovena do Essen, skąd zatelefonował do adiutanta Röhma, rozkazał wszystkim przywódcom SA zjawić się na spotkaniu w Hotelu Hanselbauer (obecnie Hotel Lederer am See) w Bad Wiessee koło Monachium. Następnie Hitler zorganizował pośpieszną naradę z Goebbelsem i Seppem Dietrichem, oficerem SS dowodzącym jego osobistą ochroną, w Bad Godesberg. Powiedział Goebbelsowi, który oczekiwał jedynie ciosu wymierzonego w „reakcjonistów” i do tej pory o niczym nie wiedział, że jutro zamierza podjąć działania przeciwko Röhmowi. Göring został wysłany do Berlina, aby czuwał nad tamtejszymi wydarzeniami. Nocą 29 czerwca ulice Monachium zalało ok. 3000 „szturmowców” SA wykrzykujących, że obrócą w pył każdą próbę zdrady ich organizacji i potępiających Führera oraz armię. Gauleiter Monachium, Adolf Wagner, w końcu przywrócił porządek, lecz do podobnych demonstracji dochodziło również w innych częściach Niemiec. Gdy rankiem 30 czerwca 1934 r. o godzinie 4:30 Hitler dowiedział się o tych wydarzeniach po przylocie na lotnisko w Monachium, uznał, że nie może czekać do planowanej konferencji z dowódcami SA, od której miał rozpocząć czystkę.
Hitler ze świtą udał się najpierw do bawarskiego Ministerstwa Spraw Wewnętrznych, gdzie stanął oko w oko z przywódcami ulicznych manifestacji SA z minionej nocy. Oznajmił im, że zostaną rozstrzelani, a następnie zerwał ich epolety. Hitler zebrał grupę ochroniarzy z SS oraz policji, i w kawalkadzie limuzyn i kabrioletów ruszył do Bad Wiessee, gdzie wkroczyli do hotelu Hanselbauer. W towarzystwie swojego pierwszego szofera, Juliusa Schrecka, i z grupą uzbrojonych detektywów, Hitler udał się na pierwsze piętro. Erich Kempka, który wiózł Hitlera do Bad Wiesse, opisał dalsze wydarzenia:

Nie zwracając na mnie uwagi, Hitler wchodzi do pokoju Obergruppenführera SA Heinesa. Słyszę jak krzyczy: ‘Heines, jeżeli za pięć minut nie będziesz ubrany, zastrzelę cię na miejscu!’. Cofam się o kilka kroków, a oficer policji szepcze do mnie, że Heines był w łóżku z 18-letnim Obertruppführerem. W końcu Heines wychodzi z pokoju wraz z dreptającym przed nim 18-letnim blondwłosym chłopcem. ‘Do pralni z nimi!’ rozkazuje Schreck. Tymczasem ze swojego pokoju wychodzi Röhm w niebieskim stroju, z cygarem w kąciku ust. Hitler spogląda nań ponuro, ale nic nie mówi. Dwóch detektywów zabiera Röhma do hotelowego holu, gdzie ten zwala się na fotel i zamawia u barmana kawę. Stoję w korytarzu nieco z boku, a detektyw opowiada mi, jak przebiegło aresztowanie Röhma.
Hitler wkroczył do jego sypialni sam, z batem w ręce. Z tyłu stało w gotowości dwóch detektywów z odbezpieczonymi pistoletami. Hitler wykrzyczał: ‘Röhm, jesteś aresztowany’. Röhm uniósł zaspany wzrok spomiędzy poduszek na swoim łóżku. ‘Heil, mój Führerze’. ‘Jesteś aresztowany’, wyryczał Hitler po raz drugi. Odwrócił się na pięcie i wyszedł. Tymczasem na korytarzu na górze sprawy przybrały bardzo żywy obrót. Dowódcy SA wychodzili z pokojów i byli aresztowani. Hitler krzyczał na każdego z nich: ‘Czy miałeś cokolwiek wspólnego z machinacjami Röhma?’. Oczywiście żaden z nich się nie przyznał, ale niewiele im to pomogło. W większości przypadków Hitler znał odpowiedź; od czasu do czasu zwracał się do Goebbelsa lub Lutze’a z pytaniem. A potem podejmował decyzję: ‘aresztować!’”.

Brunatne koszule zostały zamknięte w hotelowych pralniach, a następnie zabrane do Stadelheim. Hitler i jego towarzysze podążyli za nimi do Monachium. W międzyczasie najważniejsi członkowie SA przybywający na główny dworzec kolejowy w mieście zmierzając na zaplanowane spotkanie, od razu po opuszczeniu pociągów byli aresztowani przez SS.
Po powrocie do Monachium Hitler skierował się do siedziby partii nazistowskiej, zabezpieczonej przez regularne wojsko. Publicznie wypowiedział się przeciwko Röhmowi i przywódcom brunatnych koszul, ogłaszając, że zostali zdymisjonowani i czeka ich pluton egzekucyjny. „Niezdyscyplinowane oraz nieposłuszne osobniki i aspołeczne lub chore elementy” zostaną wyeliminowane. Hitler wyrażał się niechętnie o posłaniu Röhma, jednego z najdłużej służących mu zwolenników, na śmierć. Himmler i Göring podsunęli Hitlerowi wyjście z sytuacji; jako oficer Röhm powinien popełnić samobójstwo, a jeśli tego nie uczyni, będzie to oznaczać, że nie ma honoru i zasłużył na zastrzelenie. 1 lipca 1934 r. przesłał Röhmowi wiadomość, że może otrzymać pistolet i samemu się zabić. Kiedy ten nie skorzystał z tej możliwości, Hitler polecił wykonanie wyroku Theodorowi Eicke, komendantowi Dachau.
Oprócz tego Hitler nakazał zabić śląskiego funkcjonariusza SA, Edmunda Heinesa, który w 1932 r. przewodził rewolcie przeciwko partii nazistowskiej w Berlinie, a wraz z nim prowodyrów monachijskich zajść z poprzedniej nocy. Pozostałych członków SA wywieziono do obozu koncentracyjnego w Dachau, gdzie zostali brutalnie pobici przez strażników z SS. O godzinie szóstej wieczorem Hitler odleciał do Berlina, aby przejąć kontrolę nad wydarzeniami w stolicy, gdzie Hermann Göring wprowadzał w życie jego wytyczne.

### Działania Hermana Göringa w Berlinie

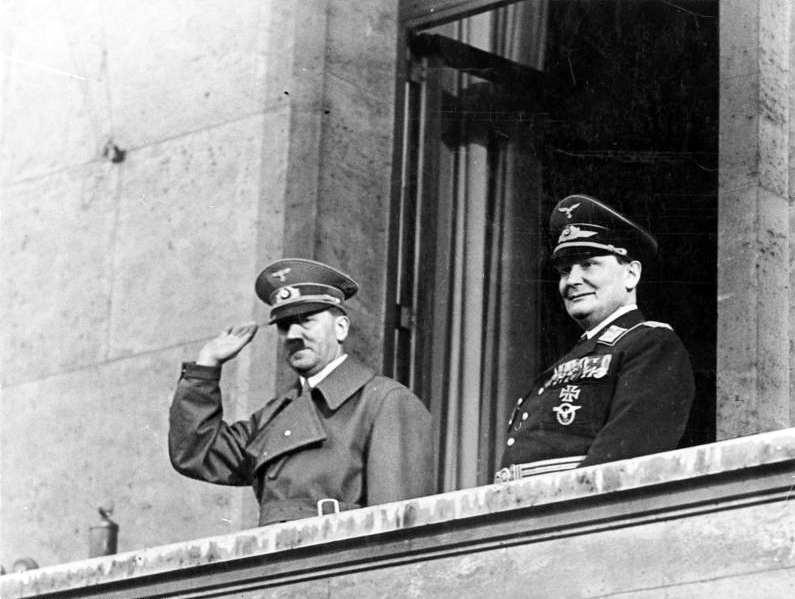
Adolf Hitler i Hermann Göring

W Berlinie „akcja” miała inny charakter niż wydarzenia w Monachium, gdzie na rozkaz Hitlera zaczęli gromadzić się przywódcy SA z całych Niemiec. Tam głównym celem były brunatne koszule, w Berlinie konserwatyści. Akcja została przygotowana z wyprzedzeniem. 29 czerwca szef Służby Bezpieczeństwa SS z Wrocławia, Ernst Müller, otrzymał w Berlinie postdatowany, zapieczętowany list i wrócił do siebie prywatnym samolotem zapewnionym przez Göringa. Rankiem 30 czerwca Heydrich telefonicznie polecił mu otworzyć kopertę; zawierała listę liderów brunatnych koszul wytypowanych do „wyeliminowania”, a także polecenie zajęcia kwatery głównej policji i wezwania najważniejszych członków SA na spotkanie. Dalsze rozkazy przewidywały przejęcie magazynów broni SA, zabezpieczenie lotnisk i nadajników radiowych, a także zajęcie lokali brunatnych koszul. Müller postąpił zgodnie z wytycznymi zawartymi w liście. Heydrich wielokrotnie telefonował do Müllera domagając się egzekucji osób z listy, których do tej pory nie pozbyto się w Monachium. Zostali zabrani do siedziby SS, zdarto ich epolety, a następnie wywieziono do pobliskiego lasu i w środku nocy rozstrzelano.

### Ofiary czystki
Hitler wykorzystał czystkę SA także w celu wyrównania rachunków za pucz monachijski i likwidację innych ważnych przeciwników i rywali politycznych – zamordowani zostali między innymi: Gregor Strasser, były kanclerz Kurt von Schleicher i były szef Abwehry Ferdinand von Bredow. Inny były kanclerz i urzędujący wicekanclerz w gabinecie Hitlera Franz von Papen, został umieszczony w areszcie domowym. Czystka stała się pretekstem do ataku na krytycznych wobec Hitlera działaczy świeckich związanych z Kościołem katolickim: zginął były szef wydziału policji w pruskim ministerstwie spraw wewnętrznych i działacz Akcji Katolickiej Erich Klausener, konserwatywny rewolucjonista Edgar Jung, wydawca czasopisma katolickiego Prosta Droga (niem. Der Gerade Weg) Fritz Gerlich, przywódca katolickiej organizacji młodzieżowej Adalbert Probst i wydawca bawarskiej gazety Bernhard Stempfle.
1 lipca 1934 roku, miały miejsce kolejne aresztowania i egzekucje. W Bawarii były premier Gustav Ritter von Kahr, który odegrał kluczową rolę w stłumieniu puczu Hitlera w 1923 r., został zabity przez esesmanów. Zabito również krytyka muzycznego Wilhelma Eduarda Schmida, w błędnym przekonaniu, że jest Ludwigiem Schmidtem, dawnym zwolennikiem radykalnego brata Gregora Strassera, Otto, którego zmuszono do rezygnacji z członkostwa w partii ze względu na jego rewolucyjne poglądy. Od tego czasu Otto Strasser, przebywający na obczyźnie, stale zalewał Hitlera falą krytyki. Konserwatywny bawarski polityk, Otto Ballerstedt, który z powodzeniem oskarżył Hitlera o zakłócenie spotkania politycznego, na którym przemawiał w 1921 r., przez co wódz nazistów spędził miesiąc w Stadelheim, został aresztowany i zastrzelony w Dachau 1 lipca. Wyższy oficer SS, Erich von dem Bach-Zelewski, wykorzystał dogodny moment, żeby pozbyć się znienawidzonego rywala, oficera kawalerii SS Antona Freiherra von Hohberg und Buchwald, zastrzelonego we własnym domu. Na Śląsku miejscowy szef SS Udo von Woyrsch kazał zabić swego dawnego przeciwnika Emila Sembacha, pomimo wcześniejszej umowy z Himmlerem, że Sembach zostanie odesłany do Berlina, gdzie miano się nim zająć. Przemoc rozlała się również na inną, niezwiązaną ze sprawą płaszczyznę. W Hirschbergu aresztowano czterech Żydów i „zastrzelono ich, gdy próbowali ucieczki”. Lider żydowskiego związku weteranów z Głogowa został wywieziony do lasu i rozstrzelany.
Przywódca katolickiej Partii Centrum i były kanclerz Heinrich Brüning ocalił życie, ponieważ znajdował się wówczas w Londynie. Kapitan Hermann Ehrhardt, przywódca Wolnych Korpusów w czasie puczu Kappa z 1920 r., który pomógł Hitlerowi w roku 1923; uciekł gdy policja wtargnęła do jego domu i ostatecznie zdołał przedostać się przez granicę z Austrią.
Pomimo tak jednoznacznie personalnie motywowanych działań, naziści nie tracili czasu i zaczęli rozpowszechniać propagandowe usprawiedliwienia morderstw. Nazajutrz Goebbels nadał długą relację z „akcji”, utrzymując, że Röhm i Schleicher spiskowali w celu rozpętania „drugiej rewolucji”, która strąciłaby Niemcy w chaos. „Każda zaciśnięta pięść uniesiona przeciwko Führerowi i jego reżimowi”, ostrzegał, nadając całej akcji rzekomo wymierzonej w każdy przejaw oporu, bardziej ogólnego znaczenia, „zostanie rozwarta, jeżeli będzie trzeba, siłą”.

## Skutki
Zwracając się do gabinetu 3 lipca 1934 roku, Hitler oświadczył, że Röhm spiskował przeciwko niemu z Kurtem von Schleicherem, Gregorem Strasserem i francuskim rządem od ponad roku. Został zmuszony do działania, ponieważ istniała groźba, że kulminacją owych intryg będzie pucz dnia 30 czerwca. Jeżeli istnieją jakieś prawne zarzuty odnośnie do przedsięwziętych przez niego działań, to on odpowiada, że w tych okolicznościach należyty proces nie był możliwy. „Gdy na pokładzie statku wybucha bunt, to kapitan nie tylko ma prawo, ale wręcz obowiązek, zgnieść go w zarodku”. A zatem nie miało dojść do żadnego procesu, jedynie do uchwalenia aktu prawnego wstecznie legalizującego akcję, z entuzjazmem popartego przez ministra sprawiedliwości Gürtnera. „Przykład jaki dał będzie pouczającą lekcją na całą przyszłość. Ugruntował władzę rządu Rzeszy po wsze czasy”. Tego samego dnia rząd Niemiec uchwalił „Prawo o środkach samoobrony Państwa” (Gesetz über Maßnahmen der Staatsnotwehr), które składało się z jednego artykułu stwierdzającego, że „podjęte środki były legalną samoobroną państwa”.
Hitler poinformował opinię publiczną o czystce 13 lipca, utrzymując, że 61 osób zostało zgładzonych, 13 – zastrzelonych za opór przy aresztowaniu, a trzech popełniło samobójstwo. Informując o czystce stwierdził:

Jeżeli ktokolwiek robi mi wyrzuty i pyta dlaczego nie odwołaliśmy się do normalnych sądów, by te wydały wyroki, moja jedyna odpowiedź brzmi: w tej godzinie byłem odpowiedzialny za los narodu niemieckiego i tym samym byłem Najwyższym Sędzią niemieckiego ludu! (…) Dałem rozkaz rozstrzelania owych stronnictw w największym stopniu odpowiedzialnych za zdradę (…). Naród powinien wiedzieć, że nikt nie może zagrozić jego istnieniu – gwarantowanemu przez prawo wewnętrzne i porządek – i uniknąć kary! Każdy człowiek powinien zapamiętać raz na zawsze, że jeżeli uniesie rękę na państwo, czeka go pewna śmierć!

W prasie Goebbels skoncentrował się na akcentowaniu zakresu poparcia dla podjętych działań, co miało upewnić opinię publiczną, że porządek został właśnie przywrócony, a nie naruszony. Krzykliwe nagłówki odnotowały formalne wyrazy wdzięczności Hindenburga oraz von Blomberga, podczas gdy inne teksty mówiły o „deklaracjach lojalności z całych Niemiec” oraz „powszechnej czci i szacunku dla Führera”. Ogólnie wydarzenia zostały przedstawione jako oczyszczenie ruchu nazistowskiego z groźnych i zdegenerowanych elementów. Prasa informowała, że niektórych liderów brunatnych koszul zastano „z homoseksualnymi kochankami”, a jeden „został zaskoczony podczas snu, w niezwykle odpychającej sytuacji”.
Aresztowania i dymisje trwały w kolejnych dniach i tygodniach, kierowano je głównie przeciwko najbardziej awanturniczym i zepsutym elementom w szeregach SA. Pijaństwo, homoseksualizm, defraudacje, rozpusta, wszystko to, czym w minionych miesiącach brunatne koszule zdobyły sobie publiczną niesławę, było bezwzględnie eliminowane. Później również dochodziło do pijackich burd z udziałem nazistowskich „szturmowców”, ale już nigdy na niebezpieczną skalę znaną sprzed 30 czerwca 1934 roku. Nowym przywódca SA został Viktor Lutze, który dostarczał Hitlerowi informacji na temat Röhma i towarzyszył mu w podróży do hotelu w Bad Wiessee. 26 lipca SS zostało wydzielone z SA, a Himmler, będący od 1929 roku Reichsführerem SS, został awansowany na reichsleitera NSDAP (co oznaczało zrównanie formalne z przywódcą SA). „Szturmowcy” SA zaczęli masowo opuszczać organizację – 100 000 w samych tylko sierpniu i wrześniu. Z łącznej liczby 2,9 mln członków w sierpniu 1934 r., SA skurczyły się do 1,6 mln w październiku 1935 i 1,2 mln w kwietniu 1938 roku.
Generał von Blomberg wyraził swoją wdzięczność i zapewnił Hitlera, że on i armia są mu lojalni. Pogratulował Hitlerowi „żołnierskiej decyzji” o rozprawieniu się ze „zdrajcami i mordercami”. Generał von Reichenau wytłumaczył popełnione z zimną krwią morderstwo na jednym z najwyższych stopniem i najszerzej znanym oficerze armii, Kurcie von Schleicherze, w komunikacie głoszącym, iż ten spiskował z Röhmem oraz obcymi mocarstwami, żeby obalić państwo, i został zastrzelony stawiając zbrojny opór próbie aresztowania. Nie mówił o tym, czy jego zabita żona także była uwikłana w spisek.